# Бруно Вінавер
Бруно Вінавер (пол. Bruno Winawer; 17 березня 1883, Варшава — 11 квітня 1944, Ополе-Любельське) — польський фізик єврейського походження, колумніст і автор комедій, науково-фантастичних романів, оповідань і віршів.

## Біографія
Вінавер вивчав фізику в Гайдельберзькому університеті, потім працював в Амстердамському університеті асистентом нобелівського лауреата Пітера Зеемана.
У 1917—1921 роках він обіймав академічну посаду у Варшавській політехніці в Польщі.
Вінавер писав популярні соціальні комедії, часто з науковою тематикою, колонки про науку та літературу, а також науково-фантастичні оповідання.
У 1921 році він знявся в польському німому фільмі «Пан Твардовський».
Того ж 1921 року Джозеф Конрад переклав англійською мовою коротку п'єсу Вінавера «Книга Йова». Попри недоліки перекладу, Вінавер був ним задоволений. Але, наперекір зусиллям Конрада, п'єсу так і не поставили в Англії, а переклад опублікували тільки після смерті Конрада.
Після початку Другої світової війни Вінавер жив у Львові, де працював асистентом професора фізики Станіслава Лорії. У 1941 році, після окупації міста нацистською Німеччиною, Вінавера відправили до Варшавського гетто, але в 1942 році йому вдалося втекти, і він жив під вигаданим ім'ям. Заарештований німцями, він був відправлений до концентраційного табору Треблінка, але йому знову вдалося втекти.
Помер 11 квітня 1944 року в Ополе-Любельському.

## Фільмографія
- «Пан Твардовський» (1921, актор)